# ۲۵۲ (پیش از میلاد)
۲۵۲ (پیش از میلاد) ۲۵۲مین سال قبل از تقویم میلادی است.